# Zygmunt Wilczek
Zygmunt Wilczek (ur. 1 sierpnia 1946 w Kowarach, zm. 21 czerwca 2013 w Puławach) – podpułkownik Wojska Polskiego, polski geograf, doktor nauk przyrodniczych w zakresie geografii, specjalista meteorologii i klimatologii. 

## Życiorys
Był pracownikiem naukowym  Wyższej Szkoły Społeczno-Przyrodniczej (WSSP) im. Wincentego Pola w Lublinie, twórcą i dziekanem Wydziału Turystyki i Wychowania Fizycznego na tejże uczelni.
Był również pracownikiem naukowym Wyższej Szkoły Oficerskiej Sił Powietrznych.
Wykładowca meteorologii na kierunku Mechanika i Budowa Maszyn w specjalnościach Inżynieria lotnicza ze specjalizacjami: Pilotaż samolotowy i nawigacja w Państwowej Wyższej Szkole Zawodowej w Chełmie.
Prowadził wykłady i ćwiczenia z przedmiotu meteorologia na kursie teoretycznym do licencji pilota samolotowego liniowego ATPL(A) i PPL(A) w Centrum Lotniczym Państwowej Wyższej Szkole Zawodowej w Chełmie w latach 2009 – 2011.
W latach 2009 – 2011 wykładowca przedmiotu: Informatyczne systemy meteorologiczne na Wydziale Automatyki, Elektroniki i Informatyki Politechniki Śląskiej w Gliwicach na studiach podyplomowych ”Teleinformatyka w transporcie lotniczym” 

## Odznaczenia
- Złoty Krzyż Zasługi
- Medal Komisji Edukacji Narodowej

## Wybrane prace[1]
- Kody meteorologiczno-lotnicze. Cz. 1 (Dęblin: WSOSP. KZB, 1998.) Zygmunt Wilczek, Janusz Ziarko ; Wyższa Szkoła Oficerska Sił Powietrznych. Katedra Zastosowań Bojowych.
- Kody meteorologiczno-lotnicze. Cz. 2 (Dęblin: WSOSP. KZB, 1998.) Zygmunt Wilczek, Janusz Ziarko ; Wyższa Szkoła Oficerska Sił Powietrznych. Katedra Zastosowań Bojowych.
- Meteorologiczna osłona działań lotnictwa (Warszawa: „Bellona”, 2000; ISBN 83-11-09040-8) Henryk Jafernik, Zygmunt Wilczek, Janusz Ziarko.
- Ekologia w turystyce – podręcznik (Lublin : Wydawnictwo Akademickie Wyższej Szkoły Społeczno-Przyrodniczej w Lublinie, 2004; ISBN 83-920281-3-9) Zygmunt Wilczek.